# Episodi di Nip/Tuck (prima stagione)
La prima stagione di Nip/Tuck negli Stati Uniti è stata trasmessa dal 22 luglio al 21 ottobre 2003 su FX Networks.
In Italia è andata in onda dal 5 marzo al 28 maggio 2004 su Italia 1.
L'antagonista principale è Escobar Gallardo.
| nº | Titolo                | Prima TV USA      | Prima TV Italia |
| -- | --------------------- | ----------------- | --------------- |
| 1  | Pilot                 | 22 luglio 2003    | 5 marzo 2004    |
| 2  | Mandi/Randi           | 29 luglio 2003    | 12 marzo 2004   |
| 3  | Nanette Babcock       | 5 agosto 2003     | 19 marzo 2004   |
| 4  | Sophia Lopez          | 12 agosto 2003    | 26 marzo 2004   |
| 5  | Kurt Dempsey          | 19 agosto 2003    | 2 aprile 2004   |
| 6  | Megan O'Hara          | 2 settembre 2003  | 9 aprile 2004   |
| 7  | Cliff Mantegna        | 9 settembre 2003  | 16 aprile 2004  |
| 8  | Cara Fitzgerald       | 16 settembre 2003 | 23 aprile 2004  |
| 9  | Sophia Lopez II       | 23 settembre 2003 | 30 aprile 2004  |
| 10 | Adelle Coffin         | 30 settembre 2003 | 7 maggio 2004   |
| 11 | Montana/Sassy/Justice | 7 ottobre 2003    | 14 maggio 2004  |
| 12 | Antonia Ramos         | 14 ottobre 2003   | 21 maggio 2004  |
| 13 | Escobar Gallardo      | 21 ottobre 2003   | 28 maggio 2004  |